# عبد المالك عبد القادر الطرابلسي
عبد المالك عبد القادر بن علي الدرسي شخصية متعددة الجوانب والاهتمامات ولها بصمة واضحة في تاريخ ليبيا (مسقط رأسه)، وفي المملكة العربية السعودية حيث استقر منذ انتقاله إليها رفقة شيخه السيد أحمد الشريف السنوسي سنة 1343ه/1925م وحتى وفاته بمكة المكرمة سنة 1996. 

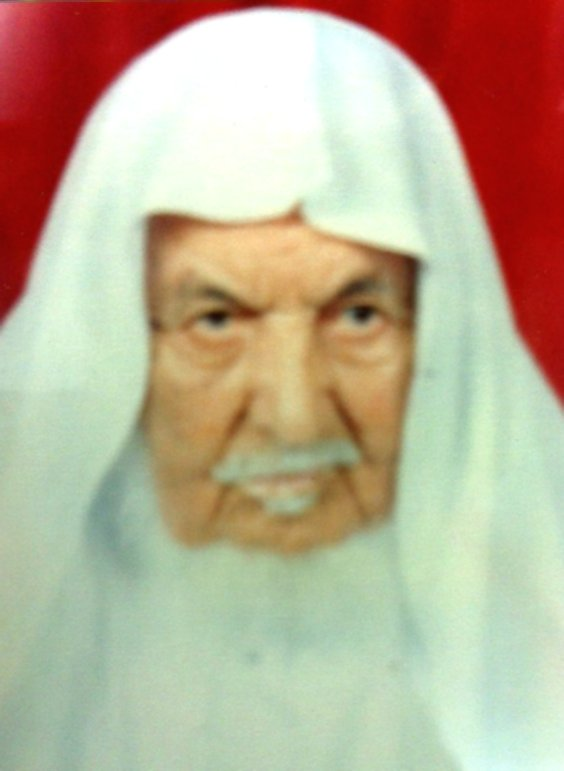
الشيخ عبد المالك عبد القادر بن علي (الدرسي)

## مولده ونشأته
ولد سنة 1318هـ (1900م) في منطقة الجبل الأخضر بشرق ليبيا، وعندما بلغ السادسة من عمره أُدخل «الكُتّاب» بمدينة درنة، وتدرّج حتى حفظ القرآن الكريم وهو ابن الحادية عشر من عمره، وكان من ضمن مجموعة من التلاميذ النجباء الذين ابتعثتهم تركيا إلى الأستانة لمواصلة تعليمهم فيها سنة 1330هـ (1912م) مع انتهاء حكمها لليبيا وتوقيعها على معاهدة لوزان في 1912، التي تخلت الأستانة بموجبها عن ليبيا وسلمتها لإيطاليا. واصل تعليمه في تركيا حتى نال الشهادة الثانوية، وبسبب قيام الحرب العالمية الأولى سنة 1914م وانهيار الدولة العثمانية وتمزقها سنة 1918م تعطلت الحركة التعليمية في إسطنبول فتوقّف مشواره التعليمي الرسمي في تركيا عند ذلك الحد، ليبتديء مشواره التعليمي العملي بعد لقائه بالسيد أحمد الشريف، الذي مكث في معيّته وخدمته مدة خمسة عشر سنة في تركيا وسوريا والسعودية حتى توفي بالمدينة المنورة سنة 1351هـ (1933م) 

## لقاؤه بالسيد أحمد الشريف السنوسي
كان لقاؤه بقائد الجهاد الليبي والزعيم الثالث للحركة السنوسية السيد أحمد الشريف السنوسي في تركيا علامة فارقة ونقطة تحول عظيمة في مسار حياته فالتقى بالشيخ العالم المربي وقد بلغ أشده فنال من حكمته وعلمه وخلقه، وإذا كان طلاب العلم يرحلون إلى أساتذتهم فالطالب عبد المالك قد جاءه أستاذه، واصطفاه الشيخ بفراسته فلم يخب ظنه فيه، فجعله أميناً ورفيقاً ومستودع أسراره.
وفي تلك المدة ظهرت تغيرات عظيمة في العالم وفي المنطقة العربية خصوصاً نتج عنها تغير موازين القوى في الحرب الكونية الأولى واضطرار تركيا للتنازل عن الدول الخاضعة لسيطرتها في الشرق الأوسط وشمال أفريقيا. كذلك فقد اضطر السيد أحمد الشريف حليف الدولة العثمانية إلى تسليم زعامة الطريقة السنوسية لابن عمه الأمير محمد ادريس السنوسي (ملك المملكة الليبية لاحقا)، ومن ثم إلى مغادرة ليبيا إلى تركيا في أغسطس 1918 حيث استقبل استقبالا حافلا وقلده السلطان محمد السادس السيف «علامة السلطنة» ومنحَه وساماً مجيدياً، وأنعم عليه برتبة الوزارة. وفيها التقى بالشاب عبد المالك بن علي واختاره سكرتيرا له ومترجما باللغة التركية، فلازمه منذ ذلك الحين طوال مدة مكثه في تركيا، فكان مع السيد أحمد الشريف في دعمه وشد أزر الأتراك في حربهم ضد الحلفاء واليونانيين عندما غزوا تركيا في 1920، وكان شاهد عيان على الانقلاب الذي قاده مصطفى كمال اتاتورك وإلغاء الخلافة العثمانية عام1924 م. والتحول الجذري في سياسة وتوجهات قادة تركيا الجدد الذين لم يعد للسيد أحمد الشريف مكان فيها بينهم، فأظهروا له العداء وضيقوا عليه الخناق حتى انتهى الأمر بإصدار المجلس الملي قراراً يلزمه بالإقامة الجبرية في قرية نائية في ولاية أضنة، أو مغادرة الأراضي التركية في مدة لا تتجاوز العشرة أيام، فاختار المغادرة.

## مغادرته تركيا إلى الشام صحبة السيد أحمد الشريف
يعود الفضل إلى السيد عبد المالك بن علي في توثيق تفاصيل رحلة السيد أحمد الشريف من تركيا إلى الحجاز بعد أن ضاقت به الأرض بما رحبت ولم ترض باستقباله إلا بلاد الحرمين الشريفين. فسرد في كتابه التوثيقي القيّم «الفوائد الجلية في تاريخ العائلة السنوسية الحاكمة في ليبيا» أحداث تلك الرحلة منذ مغادرتهم مدينة مرسين في جنوب تركيا أواخر شهر ربيع الأول 1343هـ (أكتوبر 1924م) في رحلة شاقة محفوفة بالمخاطر، كان هو من ضمن صحبة السيد أحمد التي شملت المجاهد الشيخ محمد بن عبد الله الزويّ، والمجاهد الشيخ صالح بن محمد العبيدي، والشيخ عبد الحميد عمران بو الكيلاني حدوث، وخادمه الأمين ساقة (إسحاق) ادريس. حيث استقلوا القطار إلى سورية التي كانت تحت الانتداب الفرنسي، فسمح لهم بالدخول والمكث لمدة لا تتجاوز الثمانية أيام، شريطة عدم الاختلاط برجال الصحافة والسياسة وأن لا يخطب السيد أحمد الشريف في أية مجتمعات أو محافل.
وفي دمشق استضافهم الأمير سعيد الجزائري حفيد المجاهد العظيم عبد القادر الجزائري لبضعة أيام انتقلوا بعدها إلى بيروت ومنها إلى بيت المقدس حيث حلوا ضيوفاً على الشيخ أمين الحسيني رئيس المجلس الإسلامي الأعلى ومكثوا بها مدة عشرة أيام ثم طالبتهم السلطات البريطانية بمغادرة فلسطين في غضون 24 ساعة فغادروها إلى دمشق وما إن حلوا بها حتى طالبتهم السلطات الفرنسية بالمغادرة والعودة إلى تركيا فأخبروها بعدم إمكانية ذلك وطالبوها بمنحهم مهلة 20 يوماً يتخذون خلالها الاجراءات اللازمة للسفر إلى وجهة أخرى، فوافقوا شريطة أن يغادروا دمشق إلى قرية اسمها بلاس تبعد عن داخل البلد بنحو 4 كيلومترات وبشرط أن يتعهد الأمير سعيد بإجراءات السفر.

## الرحلة الصعبة إلى بلاد الحرمين واللقاء الأول بالسلطان عبد العزيز آل سعود

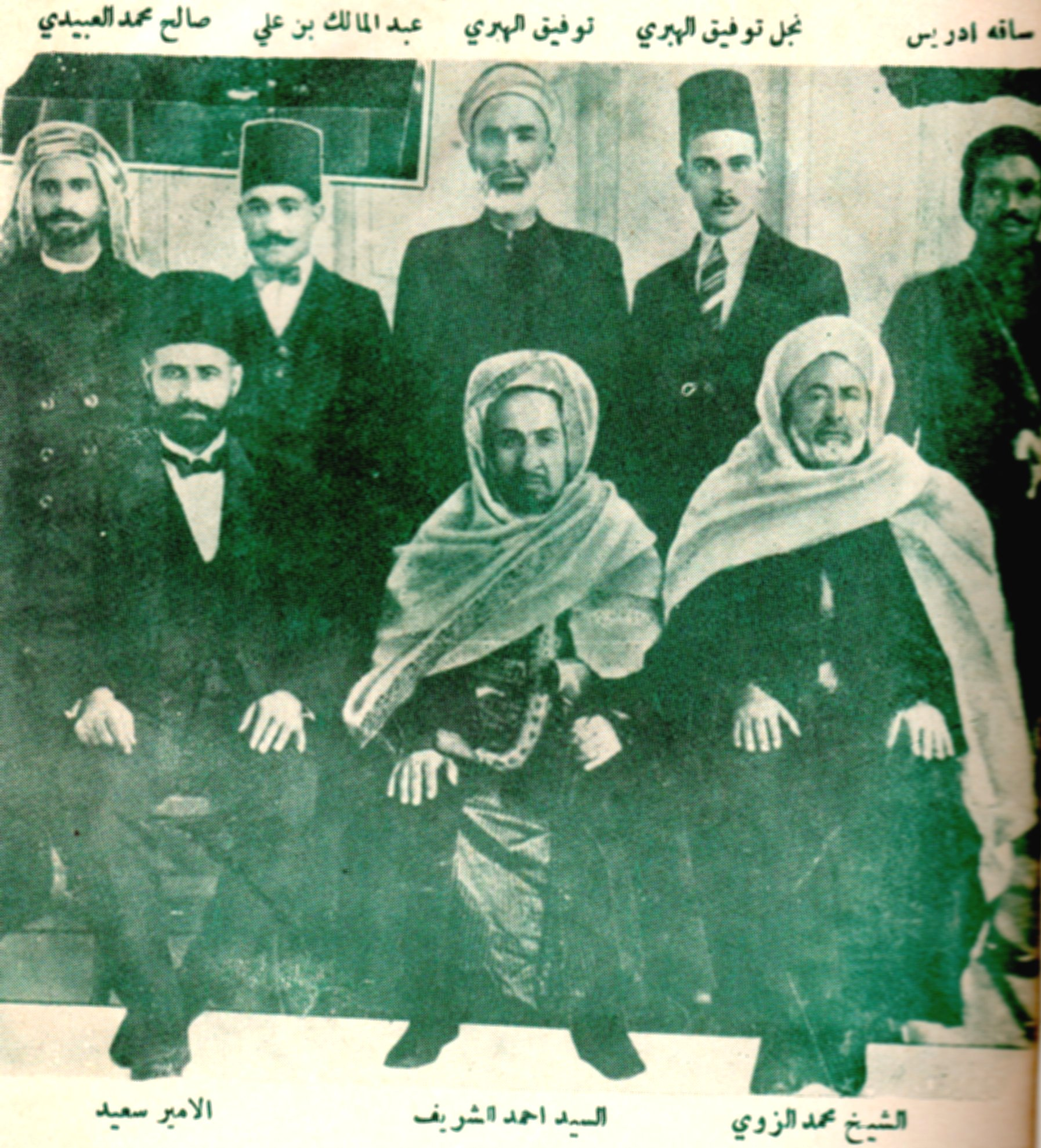
عبدالمالك بن علي مع السيد أحمد الشريف وصحبته قبيل مغادرتهم سوريا إلى نجد - جمادي الأولى 1343هـ /ديسمبر 1924

لما اشتد ضغط الحكومة الفرنسية على السيد أحمد الشريف وصحبه للخروج من سوريا قابل القنصل البريطاني بدمشق وطلب منه السماح لهم بالخروج من سوريا إلى الحجاز عن طريق شرقي الأردن أو العراق، فرفض القنصل البريطاني طلبه وأفهمه أنه لن يسمح له بدخول أي بلد يعتليه العلم البريطاني، فلم يبق أمامه إلا السفر عبر طريق نجدالصحراوية الوعرة، فتواصل بواسطة الأمير سعيد الجزائري مع السلطان عبد العزيز بن سعود الذي كان وقتها منهمكاً في حربه مع الشريف علي بن الحسين ويحاصره في جدة، يستأذنه فرحب به ووافق على طلبه. فغادروا دمشق في أول شهر جمادي الثانية 1343هـ في رحلة هي أشبه بقصص المغامرات الخطرة، لكنها حقيقة، قطعوا خلالها مسافة حوالى 900 كم في صحراء قاحلة غير مخرّطة على متن 3 سيارات فورد تقل كل منها 5 ركاب. وكانت تلك المرة الأولى التي تستعمل فيها السيارات بدل الإبل لقطع تلك المسافة. فتعرضوا للضياع والتيه وبرد الصحراء القارص وذئابها وقطاع الطريق. 
وفي منتصف شعبان 1343هـ (مارس 1925م) استقبلهم السلطان عبد العزيز آل سعود في الرغامة بالقرب من جدة استقبالاً كريماً حاراً وتعهد للسيد أحمد بضمان السماح له ومن في معيته بالبقاء في البلاد ضيوفاً معززين مكرمين. ومن هنا تنقلوا مابين مكة والمدينة المنورة والطائف إلى أن استقر بهم المقام في المدينة المنورة حتى وفاة السيد أحمد الشربف بها عصر يوم الجمعة 13 ذي القعدة عام 1351 (10 مارس 1933م). وبوفاة السيد أحمد الشريف تكون قد انطوت صفحة من صفحات مسيرة الشيخ عبد المالك بن علي لتبدأ صفحة جديدة من حياته الغنية المليئة بالصفحات المشرفة.

## تلقيه العلم في بلاد الحرمين
كانت إقامته في بلاد الحرمين أكثر استقراراً مما سبقها فإذا به يعاود طلب العلم طلباً حثيثاً. يقول الشيخ عبد المالك إنه تلقي العلوم الشرعية واللغة العربية والتاريخ الإسلامي في مكة المكرمة بمجرد أن حط رحاله فيها على كبار السادة المشائخ العلماء مثل محدث الحرمين الشيخ عمر حمدان المحرسي، والعلامة المؤرخ محمد العربي التباني ثم واصل تلقى العلم في المدينة المنورة على يد أستاذه الامام أحمد الشريف، وعلى أيدي ثلة من علماء الحرمين منهم الشيخ صالح التونسي والشيخ محمد البيضاوي وغيرهم، فأخذ عنهم الفقه المالكي والحديث واللغة العربية.

## دوره في النهوض بالتعليم في المملكة العربية السعودية

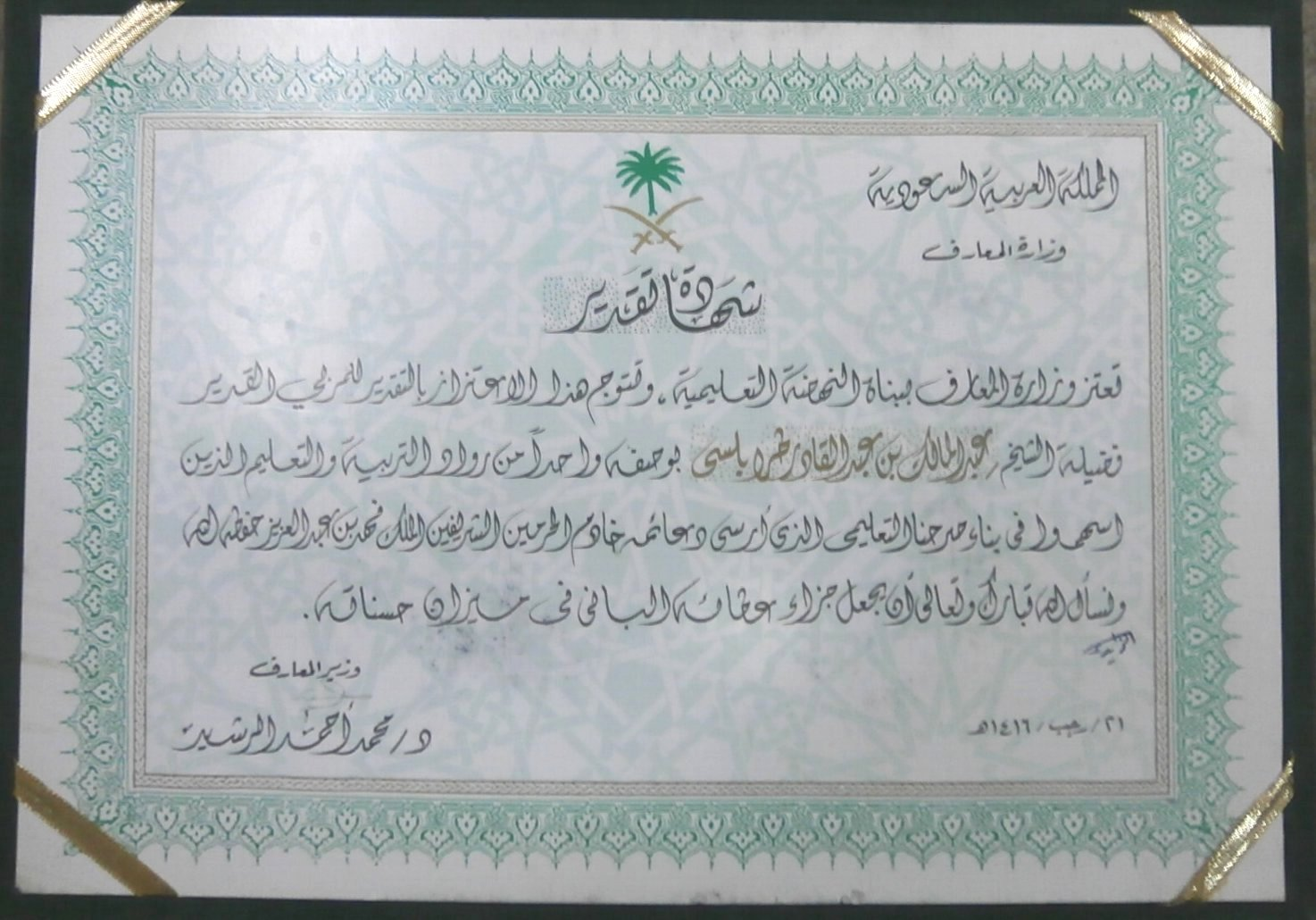
شهادة تكريم من وزارة المعارف السعودية للشيخ عبد المالك بن علي (21 رجب 1416هـ/ديسمبر 1995)

بعد وفاة شيخه وانحسار دوره في قضية الجهاد الليبي الذي شهد هدوء عقب شنق المستعمر الإيطالي لشيخ الشهداء سيدي عمر المختار (16 سبتمبر 1931م/جمادي الأولى 1350هـ) اتجه نحو مجال التعليم في رحلة كفاح وجهاد طويلة لا تقل أهمية عن رحلته الأولى ولكن هذه المرة ضد الجهل ولنشر العلم وتربية الأجيال. وتبوأ مكانه في انطلاقة النهضة التعليمية في عهد الملك عبد العزيز آل سعود وحتى عهد الملك فهد ليصبح علماً من أعلامها الذين ساهموا في تطوير المناهج التعليمية وتحديثها فصار يعد بحق من «بناة النهضة التعليمية في المملكة، وواحداً من رواد التربية والتعليم الذين أسهموا بنصح وعلم وخبرة في بناء صرحها التعليمي» كما جاء في إحدى شهادات التقدير التي منحتها له وزارة المعارف بتاريخ 21 رجب 1416هـ (ديسمبر 1995) متنقلاً بين ربوع المملكة العربية السعودية كالطائف ومكة المكرمة والمدينة المنورة في الحجاز، والمنطقة الجنوبية والمنطقة الوسطى.

وقد بدأ الأستاذ عبد المالك بن علي مسيرته التعليمية سنة 1955هـ في بلاد عسير معلماً في مدرسة أبها ثم مديراً لها، ومكث في تلك البلاد مدة تسع سنوات افتتح فيها بمعاونة أميرها تركي بن أحمد السديري عدداً كبيراً من المدارس وفي سنة 1364هـ أشرف على افتتاح دار الأيتام بمدرسة المربع بالرياض بتكليف من الأمير مشعل بن عبد العزيز أمير قصر المربع، وفي سنة 1367هـ رفّع إلى وظيفة «معتمد المعارف بنجد وملحقاتها»، وصار مديراً لمدرسة المربع بالوكالة ومشرفاً على دار الأيتام. وفي سنة 1371هـ انتخب مشرفاً ومديراً لدار التوحيد بالطائف،  ثم مديراً للأقسام الداخلية بمدينة الملك سعود العلمية التي أنشأت في جدة، ثم مديراً مساعداً للمكتبة العامة بالمدينة المنورة لمدة خمس سنوات، ثم عاد إلى مكة المكرمة بنفس الوظيفة في مكتبة مكة حتى أحيل على التقاعد سنة 1386هـ فتعاقدت معه وزارة الحج والأوقاف (وزارة الحج والعمرة حاليا) على إدارة مكتبة مكة حتى وفاته سنة 1417هـ (1996م). 

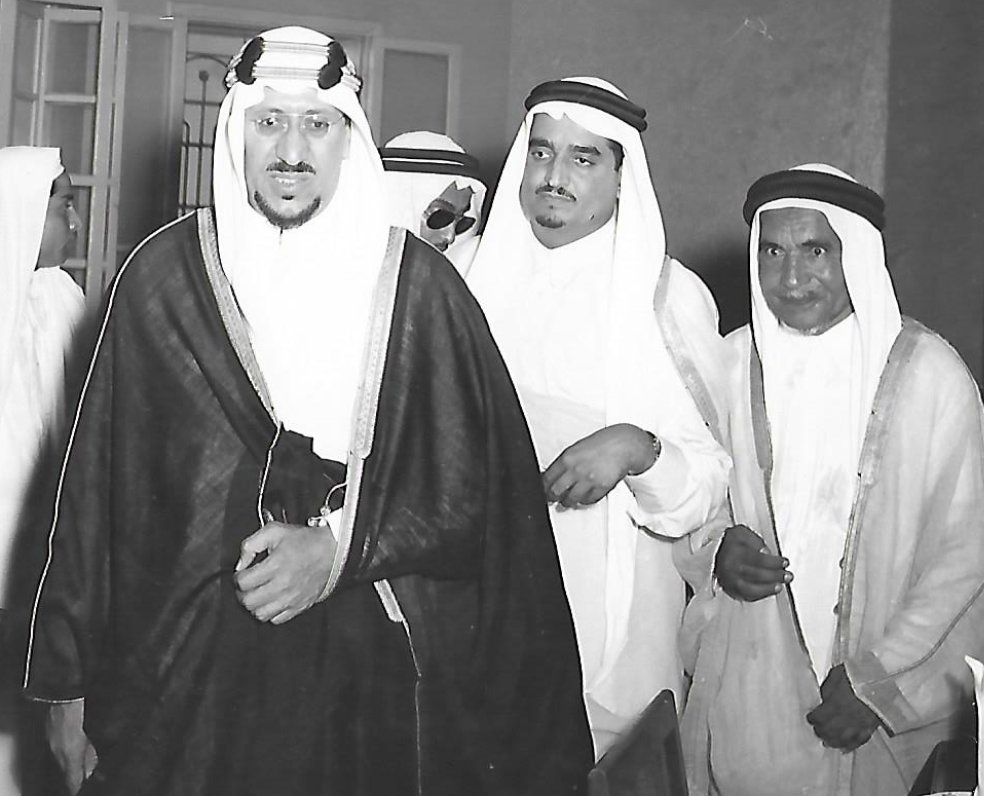
الشيخ عبد المالك بن علي مع الملك سعود ووزير المعارف حينئذ الأمير فهد بن عبد العزيز

وقد نال التكريم من الأمراء والوزراء في عدة مناسبات، وحاز على كثير من شهادات التقدير والعرفان لجهوده الحثيثة والمثمرة في تحديث المناهج التعليمية وعصرنتها، تزخر بها مكتبته الخاصة حيث كان يقطن بمكة المكرمة، والتي يحافظ عليها حاليا حفيده السيد عبد الله بن محمد صالح بن عبد المالك بن علي. وقد قدمته صحيفة الجزيرة أثناء إجراء مقابلة معه على هامش حفل تكريم مديري التعليم السابقين في منطقة الرياض الذي أقامته إدارة التعليم بمنطقة الرياض برعاية الأمير سطام بن عبد العزيز نائب أمير الرياض مساء يوم الأحد 16 محرم 1417 = 2 يونية 1996، بأنه من «رواد التعليم من الأساتذة والعلماء ممن لهم باع طويل في غرس جذور التعليم» في المملكة العربية السعودية. 
ومن بين الدروع وشهادات التقدير والعرفان التي قُدمت للأستاذ عبد المالك بن علي:
•	درع من الإدارة العامة للتعليم بمنطقة عسير.

•	درع من الادراة العامة للتعليم بمنطقة الرياض، جاء فيها: «تقديرا للجهود التي بذلتموها إبان تقلدكم أعمال الإدارة خلال الفترة من 1367 هـ إلى 1368 هـ، يسر الإدارة العامة للتعليم بمنطقة الرياض أن تقدم لكم هذا الدرع عرفاناً بما قدمتموه من جهود مشكورة كان لها عظيم الأثر على العملية التعليمية والتربوية في المنطقة» 

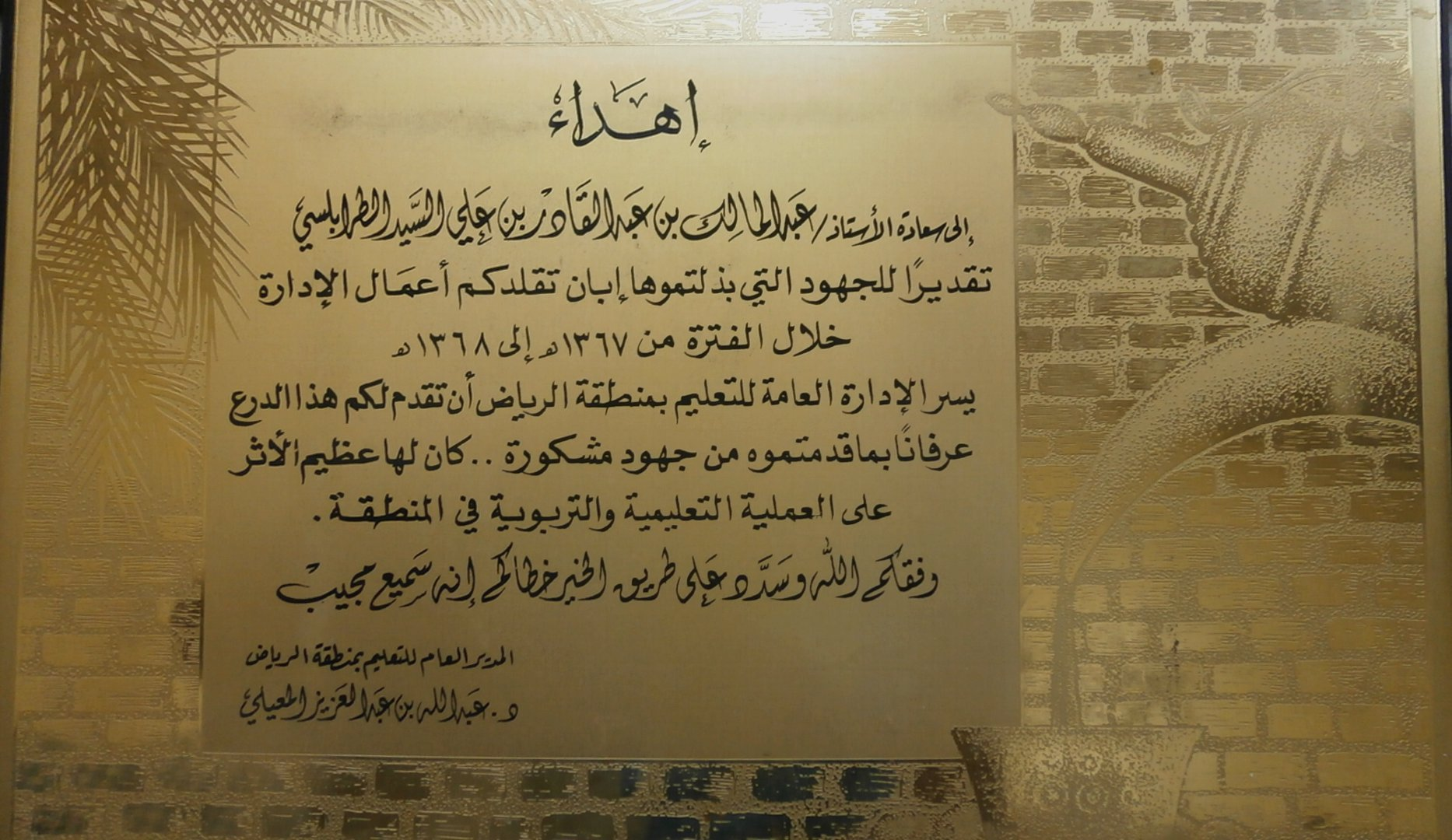
درع تكريم من الإدارة العامة للتعليم بمنطقة الرياض للشيخ عبد المالك بن علي

•	درع من وزير المعارف محمد احمد الرشيد بتاريخ 21 رجب 1416، كتب فيها: «لمسة وفاء، وشعار حبّ، واعتراف بالريادة والفضل» ((....))

•	شهادة تقدير من وزارة المعارف جاء فيها: «تعتز وزارة المعارف ببناة النهضة التعليمية، وتتوج هذا الاعتزاز بالتقدير للمربي القدير فضيلة الشيخ عبد المالك بن عبد القادر الطرابلسي بوصفه واحدا من رواد التربية والتعليم الذين أسهموا في بناء صرحنا التعليمي الذي أرسى دعائمه خادم الحرمين الشريفين الملك فهد بن عبد العزيز حفظه الله، ونسأل الله تبارك وتعالى أن يجعل جزاء عطائه الباقي في ميزان حسناته.»

## كتبه ومساهماته الأدبية
لم تقتصر مساهمات الشيخ عبد المالك بن علي الأدبية على كتابه الفريد «الفوائد الجلية في تاريخ العائلة السنوسية الحاكمة في ليبيا» بجزئية، وإن كان هو أهم أعماله التي نالت شهرة فاقت شهرة المؤلف نفسه، فقد صدر له كذلك كتاب آخر تحت عنوان «ملخص مناسك الحج، ويليه دليل الآثار المطلوبة في مكة المحبوبة»، نشرته مطبعة النهضة الحديثة بمكة المكرمة سنة 1407هـ/1987م. وله كذلك مساهمة قيمة في الرسالة اللغوية المسماة «مثلثات قطرب» التي طبعت في مكة المكرمة سنة 1387هـ/1967م على نفقة سفير المملكة الليبية في المملكة العربية السعودية السيد حسين بالعون، حيث أشرف على تصحيحها. وله كذلك مخطوط كتاب بخط يده عنوانه «التعريف المفيد بملوك وأمراء آل سعود» لم يجد طريقه إلى الطباعة.

## تواصله بأهله في مسقط رأسه
كان الشيخ عبد المالك حريصاً على التواصل بأهله في ليبيا ونصحهم وبرهم حيث يحظى بمكانة مرموقة بين أهلها وخصوصاً في البيضاء ودرنة وبنغازي، وكان طلاب العلم والمحبون يتوافدون لزيارته والنهل من معينه في كل زيارة من زياراته الدورية التي واظب عليها في كل العطلات الرسمية في المملكة العربية السعودية وكانت آخر هذه الزيارات في سنة 1416هـ/1995م أي سنة واحدة قبل وفاته.

## وفاته
توفي فجر يوم الأربعاء العاشر من صفر 1417 (الموافق 26 يونيو 1996) بمنزله بمكة المكرمة بعد أن شعر بدوخة خفيفة أثناء دوامه المعتاد في عمله بمكتبة مكة المكرمة يوم الأثنين مما اضطره للعودة إلى بيته والخلوده للراحة بقية ذلك اليوم واليوم التالي، وكان طوال الوقت في كامل وعيه إلى أن أسلم الروح محاطاً بأولاده وأهله وأحفاده ودفن في مقبرة المعلاة بعد أن صلوا عليه في الحرم المكي الشريف عقب صلاة العصر.

## زوجاته ونسله
تزوج من السيدة نور بنت سراج فتة من أهل الطائف، فأنجبت له أربعة أولاد أكبرهم الأستاذ محمد صالح واللواء أحمد واللواء حسن، والأستاذ منصور واختهم عيشة. وكذلك تكفل بتربية اللواء محمود ابن شقيقه منصور الذي توفي وأمه حامل به مع أولاده وكانت أمه السيدة أم السعد شقيقة زوجته. وبعد وفاة زوجته الأولى تزوج من شقيقتها فاطمة، وبعد وفاتها تزوج من شقيقتها ميمونة، وكلتاهما لم تنجبا وتوفيتا أثناء حياته. وقد تبع كل من الأستاذ محمد صالح والأستاذ منصور خطى والدهما في مجال التربية والتعليم فتقاعد محمد صالح عن وظيفة مدير التوجيه التربوي في تعليم مكة، وتقاعد الأستاذ منصور عن وظيفة مدير مدرسة مصعب بن عمير بها. بينما انخرط اللواء أحمد واللواء محمود واللواء حسن في القوات المسلحة السعودية، ولكل منهما سجل ناصع في القوات المسلحة السعودية، فقد تبوأ الأول مناصب رفيعة وهامة من بينها قائد المنطقة الجنوبية، ثم قائد القوات البرية على مستوى المملكة، ثم مساعد الأمير سلطان بن عبد العزيز آل سعود للشؤون العسكرية. بينما ترقى اللواء محمود في مناصب هامة وحساسة منها مديراً للاستخبارات العسكرية، ثم المدنية لمدة ثلاث سنوات، ومنها انتقل إلى مدرسة المظلات وكان من مؤسسيها ثم صار قائداً لمدرسة المظلات برتبة عقيد، ثم قائداً لمنطقة تبوك برتبة لواء حتى تقاعده سنة 1400هـ. وكلاهما شارك ميدانياً في حرب فلسطين سنة 1948 ضمن الحملة العسكرية التي أرسلتها المملكة العربية السعودية.

## وصلات داخلية
أحمد الشريف السنوسي

الفوائد الجلية في تاريخ العائلة السنوسية الحاكمة في ليبيا

## وصلات خارجية
الشيخ عبد المالك بن علي... نبراس علم وحافظ أمانة

مـُخْـتَـصَر الفَوَائِدُ الجَلِيّةُ في تَاريخ العَائلة السَنُوسِيَّة، طبعة إلكترونية منقحة، تصنيف – صلاح عبد العزيز1428 هجري – 2007 ميلادي